# Егоров, Юрий Павлович (режиссёр)
Ю́рий Па́влович Его́ров (25 мая 1920, Сочи, Черноморский округ, Кубано-Черноморская область, РСФСР — 27 февраля 1982, Москва) — советский и российский киноактёр, кинорежиссёр и сценарист. Народный артист РСФСР (1974). Член КПСС с 1954 года.

## Биография
Родился 25 мая 1920 года в Сочи. В 1950 году окончил ВГИК (мастерская С. А. Герасимова и Т. Ф. Макаровой).
Вся творческая жизнь режиссёра была связана с ЦКДЮФ имени М. Горького в Москве. С 1962 года — преподаватель ВГИКа.
С 1964 по 1970 год возглавлял Главное управление по производству художественных фильмов Комитета по кинематографии при Совете Министров СССР.
Умер 27 февраля 1982 года от перитонита. Похоронен на Ваганьковском кладбище (37 участок).

## Семья
- Мать ─ Дина Натановна Егорова (1902—1966), член РСДРП(б) с 1917 года, начальник политотдела МТС, руководитель сети политпросвещения МГК КПСС, заведующая кафедрой марксизма-ленинизма МАИ. Похоронена в Москве на Новодевичьем кладбище[источник не указан 451 день].
- Старшая дочь — Наталья Юрьевна Егорова (род. 5 июля 1943). Окончила исторический факультет МГУ, отделение искусствоведения, занимается театральной сценографией, доцент кафедры сценографии Школы-студии МХАТ. С 1963 по 2023 год — жена актёра Игоря Ясуловича.
- Младшая дочь — Елена (Алёна) Юрьевна Егорова (род. 12 января 1946). Актриса, в 1969 году окончила школу-студию МХАТ (курс В. П. Маркова). Первая жена режиссёра Павла Чухрая.

## Звания
- заслуженный деятель искусств РСФСР (1965)
- народный артист РСФСР (1974)
- орден «Знак Почёта»

## Фильмография
Все фильмы, кроме «Врагов» и «Покушения», сняты на ЦКДЮФ имени М. Горького. Картина «Человек с другой стороны» поставлена совместно со шведской кинокомпанией «Omega Film».

### Актёр
- 1948 — Молодая гвардия — Рейбанд

### Режиссёр
- 1953 — Случай в тайге (совместно с Ю. С. Победоносцевым)
- 1954 — Море студёное
- 1956 — Они были первыми
- 1958 — Добровольцы
- 1960 — Враги (короткометражный, сценарий Г. В. Гракова, «Мосфильм»)
- 1960 — Простая история (сценарий Б. А. Метальникова)
- 1961 — Командировка
- 1963 — Если ты прав…
- 1966 — Не самый удачный день
- 1971 — Человек с другой стороны
- 1973 — За облаками — небо
- 1975 — Там, за горизонтом
- 1978 — Ветер странствий
- 1980 — Однажды двадцать лет спустя
- 1982 — Отцы и деды

### Автор сценария
- 1956 — Они были первыми (совместно с Ю. Я. Принцевым)
- 1958 — Добровольцы (совместно с Е. А. Долматовским)
- 1961 — Командировка (совместно с Н. Н. Фигуровским)
- 1963 — Если ты прав… (совместно с Э. В. Брагинским)
- 1966 — Не самый удачный день (совместно с Ю. С. Семёновым)
- 1971 — Человек с другой стороны (совместно с В. В. Семичевым, В. И. Соловьёвым и Э. Брагинским)
- 1973 — За облаками — небо (совместно с Ю. Я. Принцевым)
- 1975 — Там, за горизонтом (совместно с Ю. Я. Принцевым)
- 1978 — Ветер странствий (совместно с Ю. Я. Принцевым)
- 1980 — Однажды двадцать лет спустя (совместно с А. Я. Ининым)
- 1982 — Отцы и деды (совместно с А. Я. Ининым)
- 1987 — Покушение (реж. Г. М. Байсак)